# Жямайтене, Янина Юозовна
Янина Юозовна Жямайтене — советский хозяйственный деятель, лауреат Государственной премии СССР за выдающиеся достижения в труде, полный кавалер ордена Трудовой Славы.

## Биография
Родилась в 1934 году на территории современного Рокишкского уезда Литвы. Член КПСС.
В 1950—1960 годах — сельскохозяйственная работница в Литовской ССР, в 1960—1990 годах — доярка учебно-опытного хозяйства Сельскохозяйственной академии Литовской ССР.
Указами Президиума Верховного Совета СССР от 14 февраля 1975 года и 16 марта 1981 года соответственно за досрочное выполнение социалистических обязательств награждена орденами Трудовой Славы III и II степеней.
За увеличение производства высококачественной продукции животноводства, применение прогрессивной технологии, изыскание и использование внутренних резервов была в составе коллектива удостоена Государственной премии СССР за выдающиеся достижения в труде 1981 года.
Указом Президиума Верховного Совета СССР от 24 июля 1986 года награждена орденом Трудовой Славы I степени, став полным кавалером ордена Трудовой Славы.
Жила в городе Академия Литвы.